# مانويل كاربونيل
مانويل كاربونيل هو رسام كوبي، ولد في 25 أكتوبر 1918 في سانكتي سبريتوس في كوبا، وتوفي في 10 نوفمبر 2011 في كورال غيبلز في الولايات المتحدة.